# Трюммерфрау

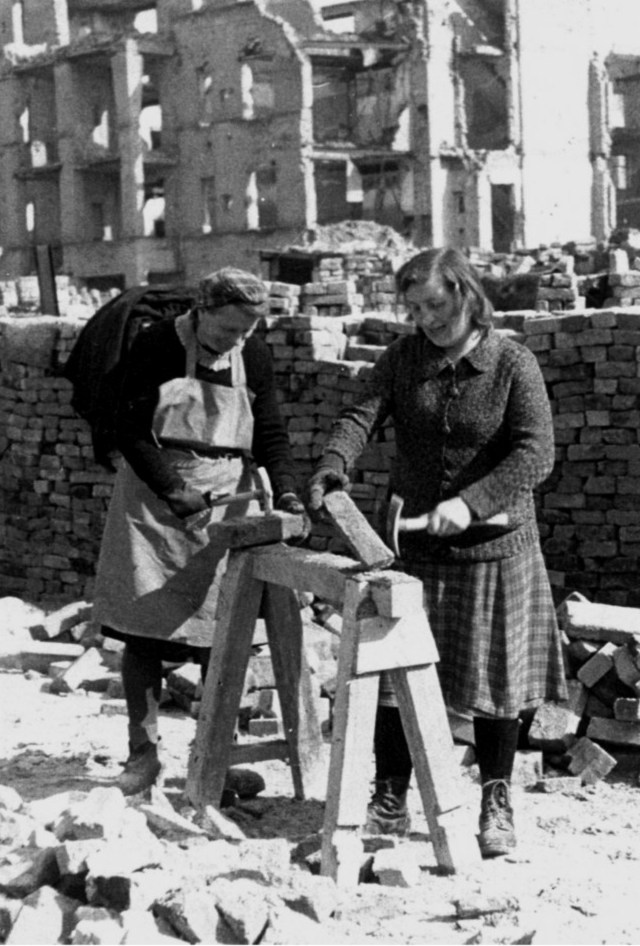

Трюммерфрау (нім. Trümmerfrau; букв. «жінка руїн») — назва німецькою мовою жінок, які в роки після Другої світової війни брали участь у розчищенні та реконструкції постраждалих від бомбардувань міст Німеччини та Австрії.
Оскільки від повітряних нальотів постраждали сотні міст, а багато чоловіків загинули на війні або перебували в полоні, відповідно, саме жінки становили значну частину серед тих, хто проводив відновлювальні роботи. Уже наприкінці 1945 року окупаційна влада в усіх зонах окупації Німеччини і Австрії почали залучати до робіт жінок віком від 15 до 50 років. Жінки були організовані в так звані Kolonnen (колони) чисельністю по 10 — 20 осіб. В їхні обов'язки входило (в тому числі) знесення будівель, які не підлягають відновленню; будь-яка техніка в цій роботі практично не використовувалася, а основними інструментами були кирки і ручні лебідки.
Діяльність трюммерфрау була високо оцінена урядом: у 1952 році президент ФРН Теодор Гойс нагородив 32 колишніх трюммерфрау нагородою Орденом «За заслуги перед Федеративною Республікою Німеччина»; у сучасних Німеччині та Австрії їм встановлені пам'ятники у багатьох містах.